# Erigone aspura
Erigone aspura – gatunek pająka z rodziny osnuwikowatych.

## Taksonomia
Gatunek opisany w 1939 roku przez R. V. Chamberlina i W. Ivie na podstawie pojedynczego okazu samca odłowionego na wyspie Saint George.

## Występowanie
Gatunek ten jest endemitem Alaski (Stany Zjednoczone).